# قارچ گندو
قارچ گندو (نام علمی: Phallus) نام یک سرده از تیره گندوقارچان است.